# Fali (peuple)
Fali

## Géographie
Au Cameroun, on retrouve des villages fali sur les collines aux pieds du mont Tinguelin, à quelques kilomètres au nord de Garoua.
Le pays fali est compris entre le Mayo Tiel à l'Ouest, le Mayo Louti à l'Est. La Bénoué et le Mayo Kébi au Sud. Il ne comporte que deux rivières. L'une d'elles est le Mayo Gouloungo, qui prend sa source près du mont Toro et qui se jette dans la Bénoué à 5 km de Garoua.

## Ethnonymie
Selon les sources, on observe peu de variantes : Falis, Falli.

## Langues
Ils parlent des langues fali, que l'on peut distinguer en fali du Nord et fali du Sud.

## Culture

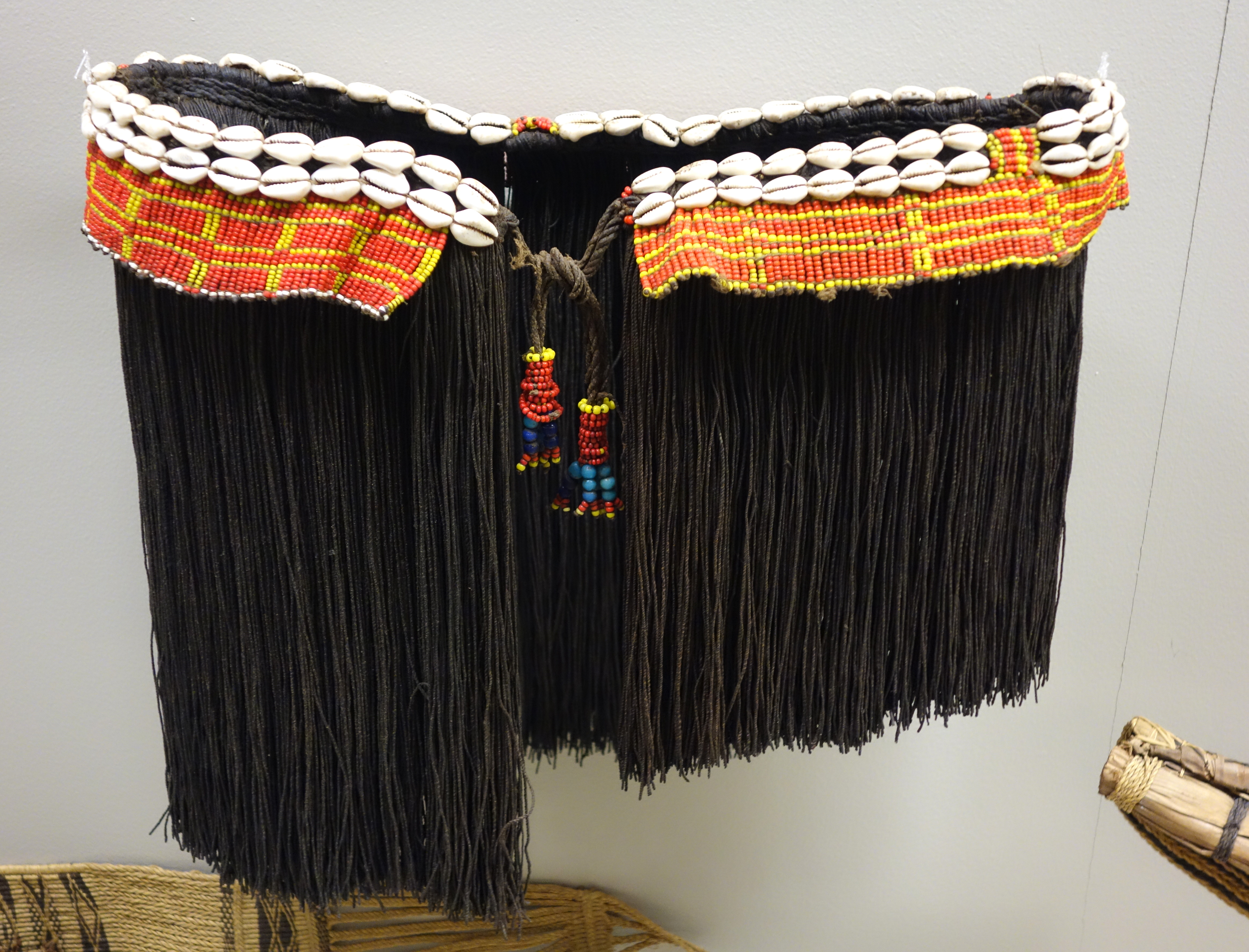
Ceinture fali
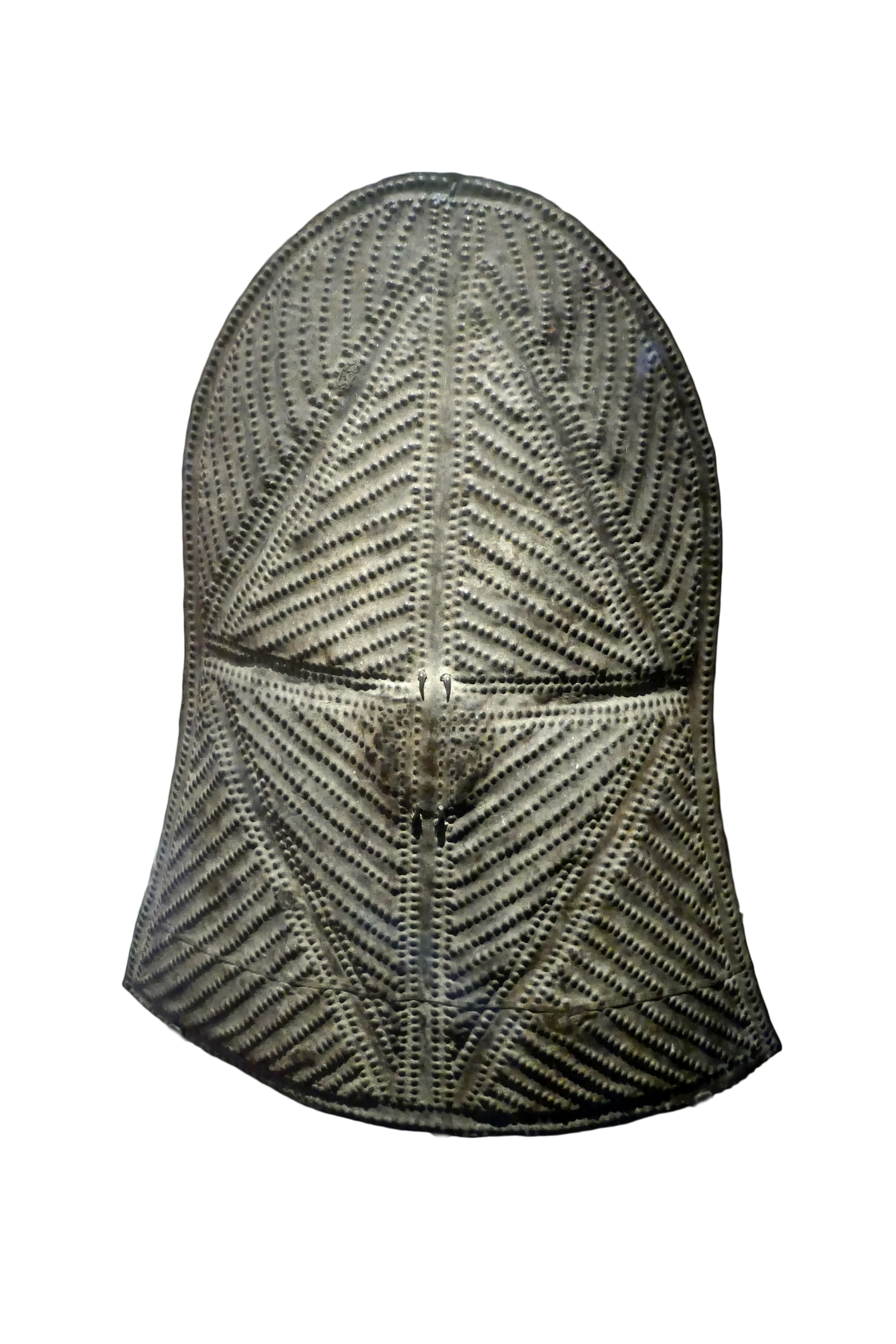
Bouclier kermin (Nigeria).
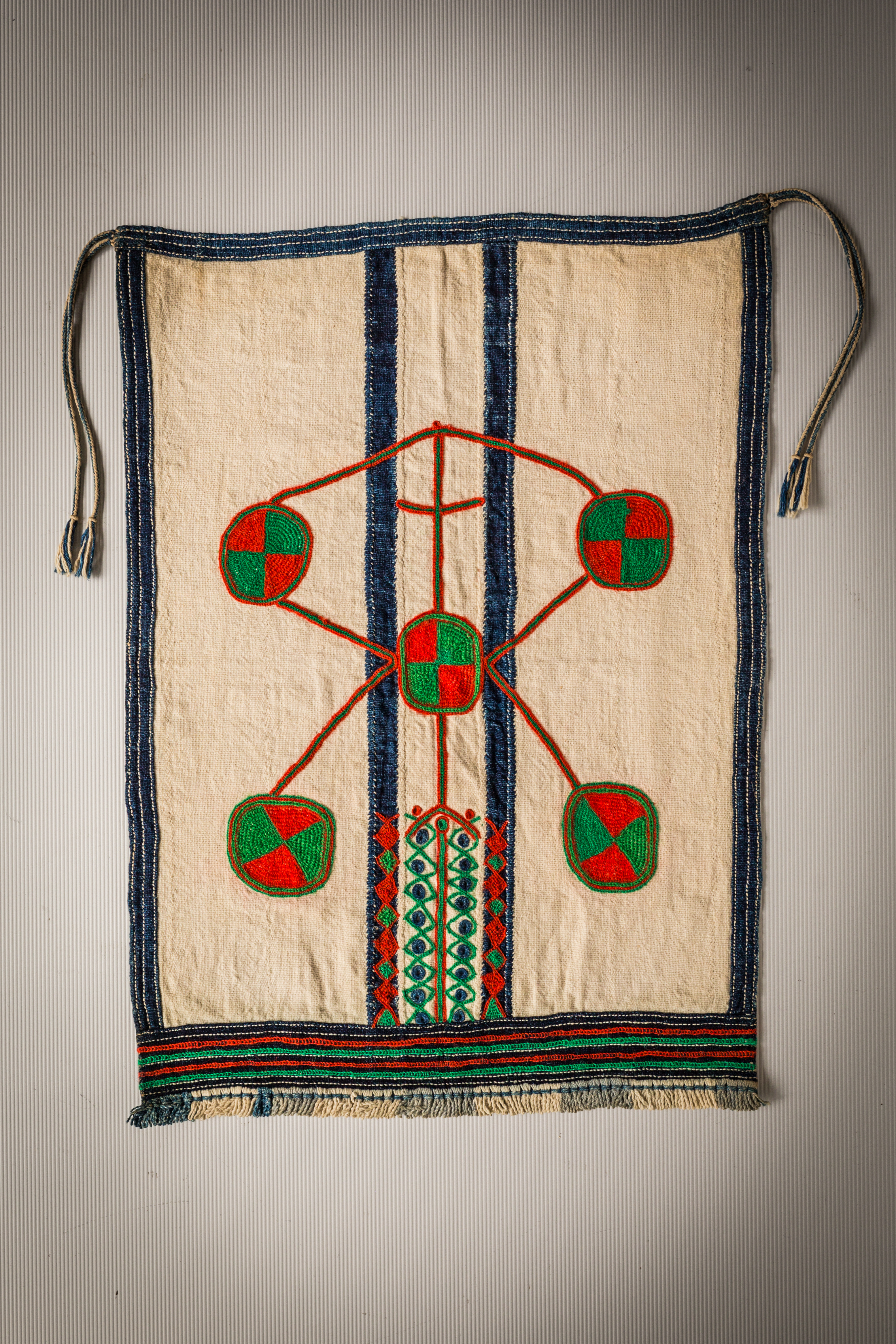
Pagne brodé Fali Tinguelin
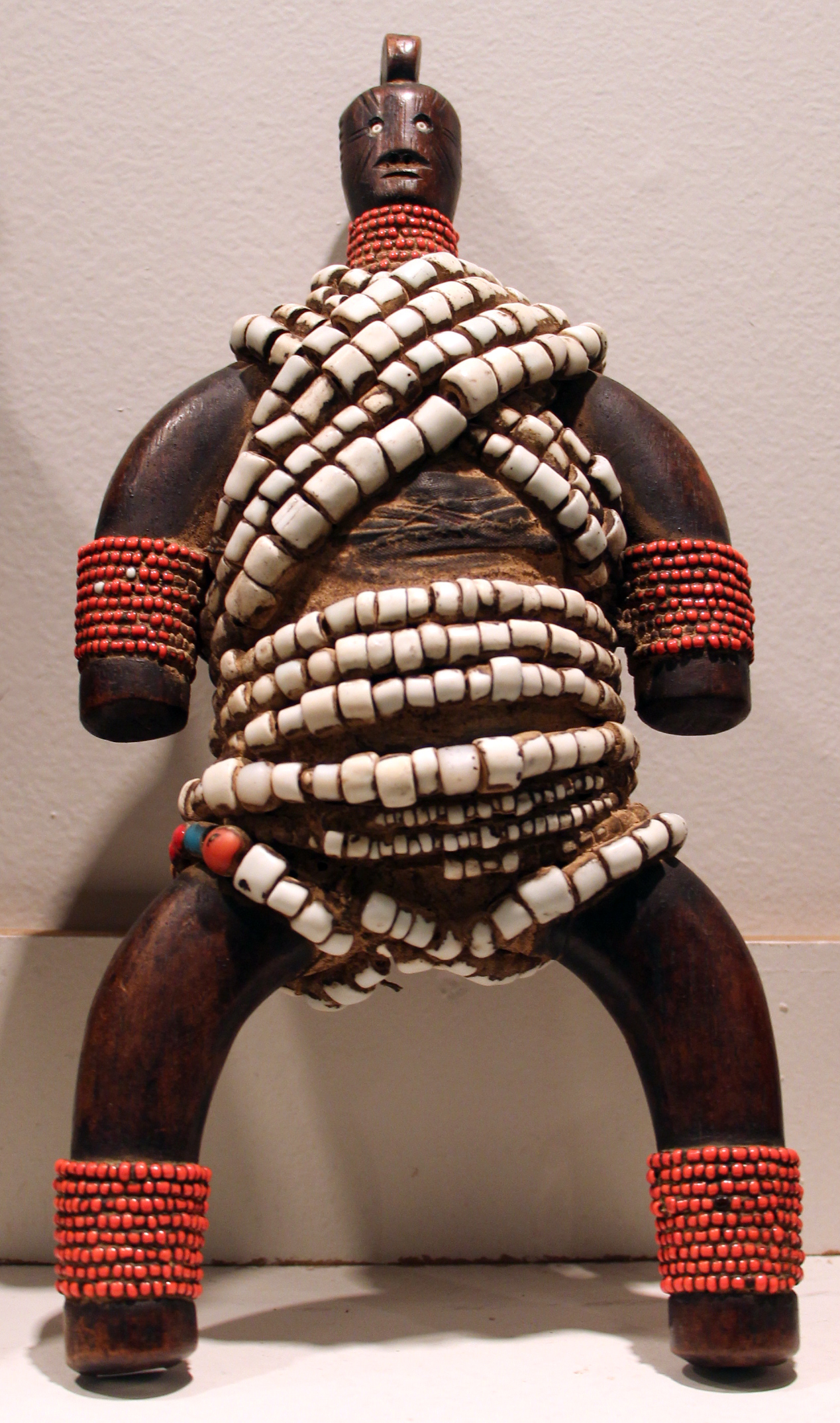
Poupée fali
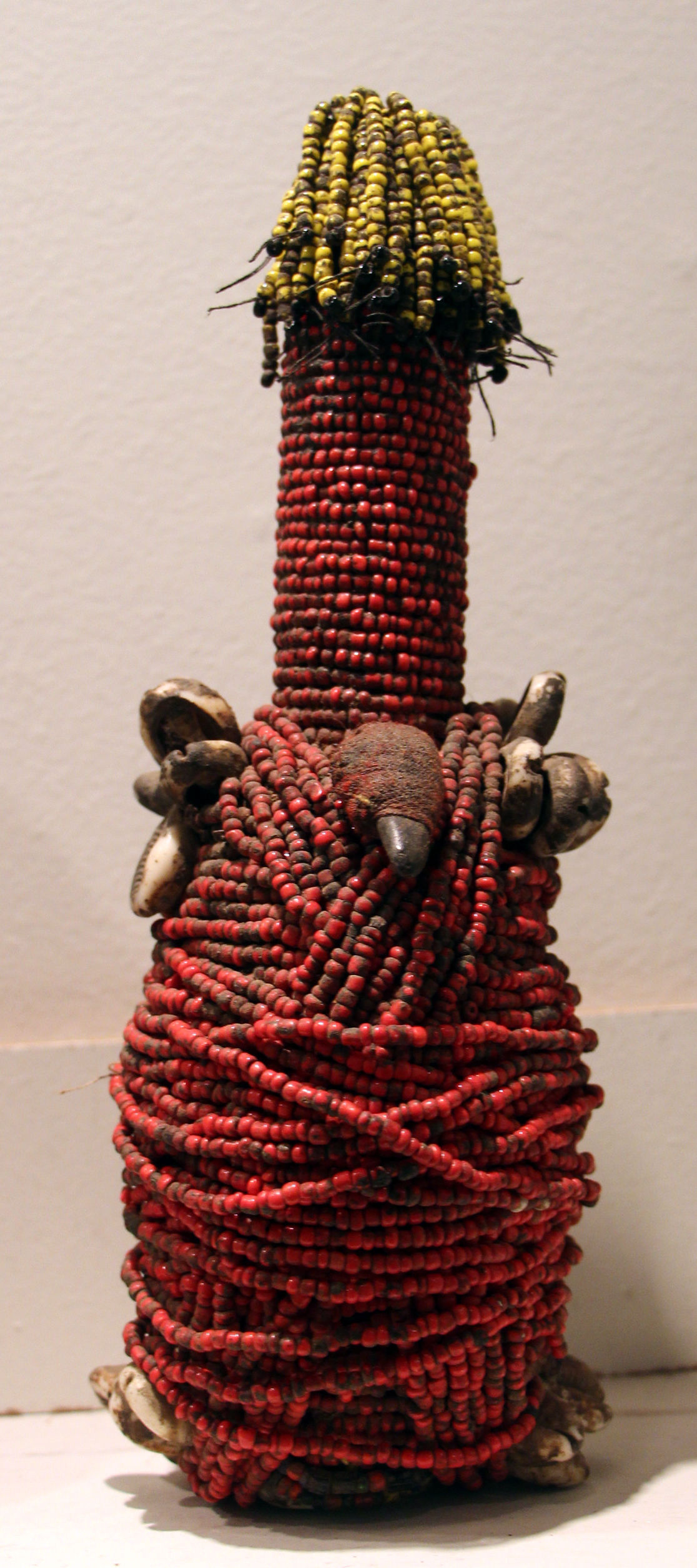
Poupée fali
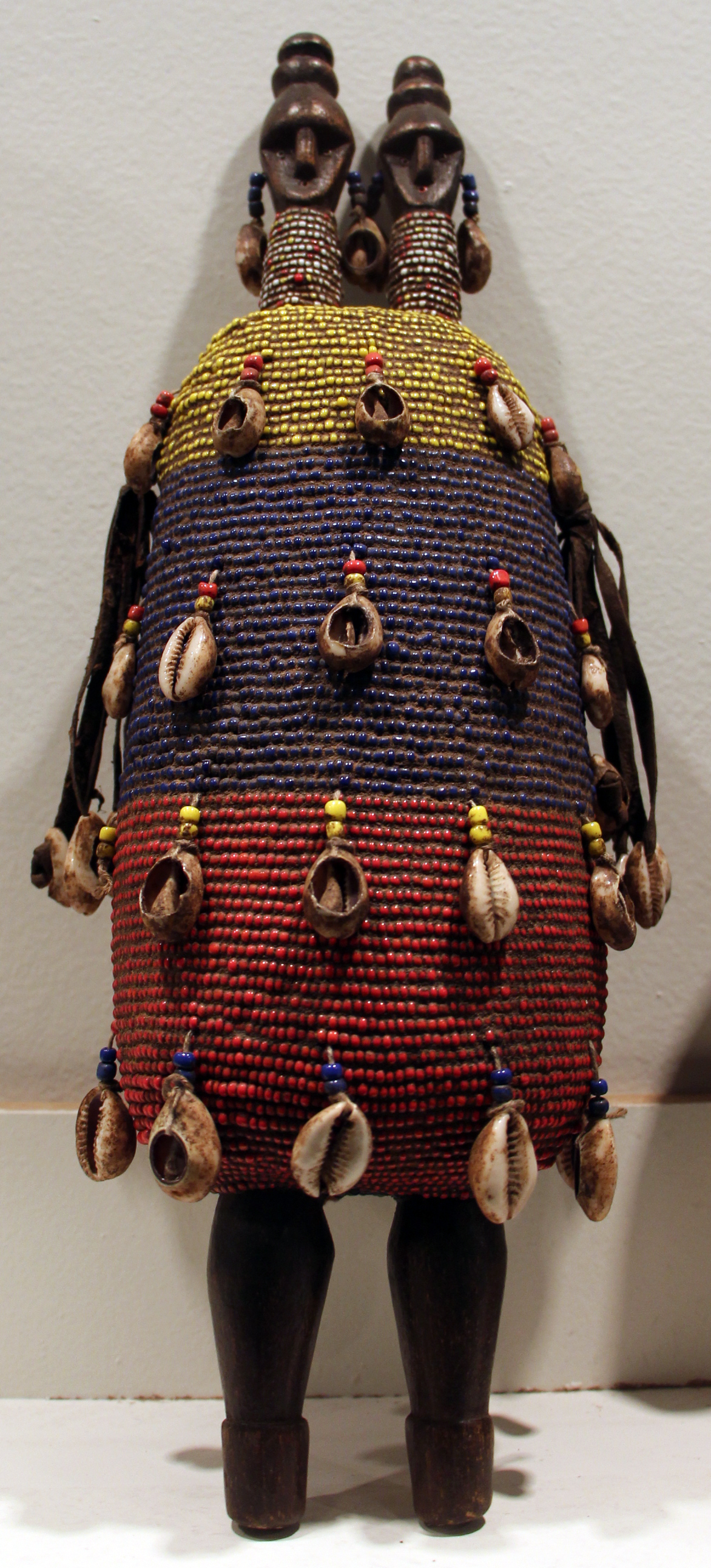
Poupée fali